# Daniel Hausser
Daniel Vladislaus Hausser es un actor y actor pornográfico gay estadounidense. Es más conocido por su papel como Lautaro en el cortometraje de 2015 Imagination of Young, así como por su extensa carrera en el cine pornográfico, que inició en 2019.

## Biografía
Daniel nació el 26 de abril de 1999.

## Filmografía

### Pornografía
| Año  | Título            | Papel  | Notas              | Episodios   |
| ---- | ----------------- | ------ | ------------------ | ----------- |
| 2009 | Southern Strokes  |        | Serie pornográfica |             |
| 2011 | Young Bastards    |        | Serie pornográfica |             |
| 2012 | Staxus            |        | Serie pornográfica |             |
| 2019 | Summer Fuckin'    |        | Vídeo              | —           |
| 2019 | Young Perps       |        | Serie pornográfica |             |
| 2019 | Young & Horny     |        | Vídeo              | —           |
| 2019 | Sliding In        |        | Vídeo              | —           |
| 2019 | Bring Me a Boy    |        | Serie pornográfica | 2 episodios |
| 2019 | Sexual Indulgence |        | Vídeo              | —           |
| 2020 | Boynapped         |        | Serie pornográfica | 4 episodios |
| 2020 | The Men           | Daniel | Serie pornográfica | 3 episodios |
| 2020 | Bare Bonding      |        | Vídeo              | —           |
| 2020 | Sketchy Sex       |        | Serie pornográfica | 3 episodios |
| 2021 | Brother Crush     |        | Serie pornográfica | 2 episodios |

### Cine no pornográfico
| Año  | Título               | Papel            | Notas        |
| ---- | -------------------- | ---------------- | ------------ |
| 2015 | Imagination of Young | Lautaro          | Cortometraje |
| 2015 | Los Niños Sicarios   | Joven Beto       | Cortometraje |
| 2016 | Hard Time Harvey     | Flaco            | Cortometraje |
| 2016 | If I Retaliate       | Pequeño monstruo | Cortometraje |
| 2017 | Being Black Enough   | Joven Will       | Cortometraje |
| 2019 | 7 Deadly Sins        | Charlie          | Película     |

## Premios y nominaciones
| Año  | Premio                 | Categoría                                       | Resultado |
| ---- | ---------------------- | ----------------------------------------------- | --------- |
| 2016 | The Golden Coyote Paws | Mejor actor en un cortometraje                  | Nominado  |
| 2016 | Young Artist Award     | Mejor intérprete adolescente en un cortometraje | Nominado  |
| 2017 | Young Artist Award     | Mejor intérprete adolescente en un cortometraje | Nominado  |